# 新大平下站

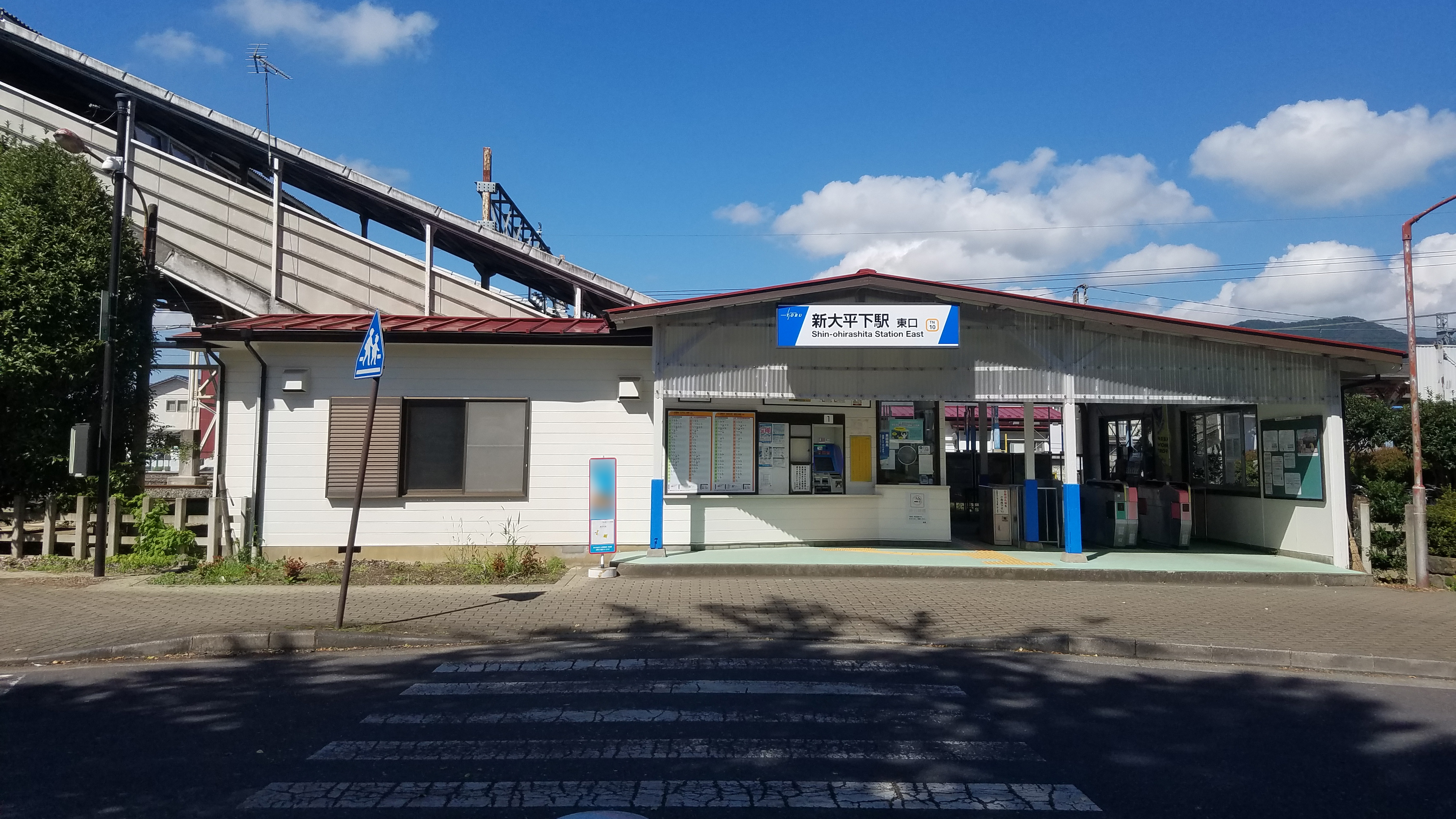
東口（2021年9月）

新大平下站（日语：／ Shin-Ōhirashita eki */?）是日本栃木縣栃木市大平町富田的東武鐵道日光線車站。車站編號TN 10。

## 歷史
- 1931年（昭和6年）11月1日 - 開業。

## 車站構造
本站是島式月台2面4線地面車站。東口、西口兩側站房有天橋通往各月台。站內有PASMO對應自動驗票閘門。廁所在西口站房付費區內。
1970年以前有通往日立製作所栃木工場的貨物專用線。現在保留部分作為4號線外側（東口站房側）的留置線，用來停放工程用機械。

### 月台配置
| 月台 | 路線   | 方向 | 目的地                                                           |
| ---- | ------ | ---- | ---------------------------------------------------------------- |
| 1、2 | 日光線 | 下行 | 新栃木、東武日光、 鬼怒川線 鬼怒川溫泉、 宇都宮線 東武宇都宮方向 |
| 3・4 | 日光線 | 上行 | 南栗橋、東武動物公園、 東武晴空塔線 北千住、東京晴空塔、淺草方向 |

- 上述路線名使用旅客資訊上的名稱（「東武晴空塔線」為愛稱）。
- 2、3號線是本線，1、4號線是待避線。
- 部分普通與上行區間急行在本站待避特急通過。
- 下行新栃木側有條上行線往下行線的單向橫渡線。列車可從上行月台往下行方向折返。1988年（昭和63年）10月改點以前，為了因應當時日立製作所栃木工場的通勤族，設有直通宇都宮線的本站折返列車。
- 2017年4月21日改點起本站不再停靠區間快速，本站往東武動物公園方向的直通車也在2017年4月21日改點起取消。因此本站要往返東武動物公園、東武晴空塔線、半藏門線、日比谷線方向須在南栗橋車站轉乘。

## 使用情況
2018年度1日平均上下車人次為2,796人。通勤時段可見許多日立的通勤族。
近年1日平均上下車人次變化如下。
| 年度               | 一日平均 上下車人次 |
| ------------------ | ------------------- |
| 1998年（平成10年） | 3,558               |
| 1999年（平成11年） | 3,397               |
| 2000年（平成12年） | 3,276               |
| 2001年（平成13年） | 3,100               |
| 2002年（平成14年） | 2,828               |
| 2003年（平成15年） | 2,720               |
| 2004年（平成16年） | 2,609               |
| 2005年（平成17年） | 2,545               |
| 2006年（平成18年） | 2,487               |
| 2007年（平成19年） | 2,464               |
| 2008年（平成20年） | 2,456               |
| 2009年（平成21年） | 2,363               |
| 2010年（平成22年） | 2,382               |
| 2011年（平成23年） | 2,335               |
| 2012年（平成24年） | 2,457               |
| 2013年（平成25年） | 2,560               |
| 2014年（平成26年） | 2,613               |
| 2015年（平成27年） | 2,738               |
| 2016年（平成28年） | 2,666               |
| 2017年（平成29年） | 2,669               |
| 2018年（平成30年） | 2,796               |

## 車站周邊
- 栃木市役所大平綜合支所
- 社區營造交流中心 Platz大平
- 栃木市大平圖書館
- 栃木市大平體育館
- 栃木市大平文化會館（日语：栃木市大平文化会館）
- 栃木市大平公民館
- 大平運動公園
- 大平健康福祉中心 YUYU PLAZA
- 大平西地區公民館
- 大平町葡萄團地（日语：大平町ぶどう団地）
  - 稻草人之里（日语：山田かかしの里 (栃木県)）
- 栃木市大平歷史民俗資料館、鄉土資料館
- 栃木市消防署大平分署（日语：栃木市消防本部）
- 栃木市立大平中學校（日语：栃木市立大平中学校）
- 栃木市立大平中央小學校
- 大平郵便局
- 太平山（日语：太平山 (栃木県)）
- 如意輪寺
- 大中寺（日语：大中寺）
- 東日本旅客鐵道（JR東日本）兩毛線大平下站（本站北側步行15分，或巴士5分）
- 日立家電（日语：日立アプライアンス）栃木事業所

## 路線巴士
- 路線巴士在東口圓環發車。

| 乘車處                            | 系統   | 主要行經地                                               | 目的地           | 運行業者     | 備註       |
| --------------------------------- | ------ | -------------------------------------------------------- | ---------------- | ------------ | ---------- |
| 東武新大平下站 ・プラッツおおひら | 藤岡線 | 大平下站、CAINZ MALL、栃木翔南高、醫師會醫院             | 栃木站南口       | 栃木市營巴士 |            |
| 東武新大平下站 ・プラッツおおひら | 藤岡線 | 和泉駐在所、藤岡綜合支所、藤岡站、三鴨郵便局             | 道之驛三毳       | 栃木市營巴士 |            |
| 東武新大平下站 ・プラッツおおひら | 藤岡線 | 和泉駐在所、藤岡綜合支所、藤岡站、篠山                   | 道之驛北川邊     | 栃木市營巴士 | 平日運行   |
| 東武新大平下站 ・プラッツおおひら | 藤岡線 | 和泉駐在所、藤岡綜合支所、藤岡站、篠山                   | 谷中湖           | 栃木市營巴士 | 週六日運行 |
| 東武新大平下站 ・プラッツおおひら | 部屋線 | 大平下站、大平圖書館、CAINZ MALL、栃木女子高、下都賀醫院 | 栃木站           | 栃木市營巴士 |            |
| 東武新大平下站 ・プラッツおおひら | 部屋線 | YUYU PLAZA、部屋出張所、藤岡綜合支所                     | 藤岡站           |              |            |
| 東武新大平下站 ・プラッツおおひら | 部屋線 | YUYU PLAZA、部屋出張所                                   | 部屋南部櫻堤公園 |              |            |

## 相鄰車站
東武鐵道
 日光線
■急行、■區間急行（區間急行從本站往栃木方向為各站停車）
板倉東洋大前（TN 07）－新大平下（TN 10）－栃木（TN 11）
■普通
靜和（TN 09）－新大平下（TN 10）－栃木（TN 11）

## 外部連結
- 新大平下（車站資訊） - 東武鐵道